# Ayumi hamasaki STADIUM TOUR 2002 A
『ayumi hamasaki STADIUM TOUR 2002 A』（アユミ・ハマサキ・スタジアム・ツアー・2002・エー）は、浜崎あゆみが2002年7月6日から7月28日にかけて行ったスタジアムツアー及び、2003年1月29日に発売された映像作品。なお、タイトルの最後にある「A」はロゴ表記。

## 解説
2003年1月29日にDVD-BOX『ayumi hamasaki COMPLETE LIVE BOX A』として他のライブDVDとセットで発売。また、単品でも発売された。
DVDでは「SEASONS」のみ本来のセットリストより曲順が入れ替わっている。なお、「SEASONS」はDVDのみのボーナス・トラックとして収録されているため、VHSには収録されていない。
また前作のアリーナツアー映像作品同様、各会場ごとの公演の模様や、曲の合間に至る箇所にインタビューや舞台裏側でのリハーサルやバックステージ等が収録されている。

## 曲目
1. UNITE!
2. Fly high
3. evolution
4. medley（WHATEVER〜too late〜monochrome〜End roll〜Depend on you〜Trauma〜vogue）
5. July 1st
6. independent
7. Free & Easy
8. ℳ
9. SURREAL
10. HANABI
11. Boys & Girls
12. AUDIENCE

encore
1. A Song is born
2. flower garden
3. Trauma
4. Who...

DVD bonus track
1. SEASONS

## 参加ミュージシャン
- 浜崎あゆみ：Vocal

バンドメンバー
- エンリケ：Bass
- 野村義男：Guitar
- 小林信吾：Keyboards
- 友成好宏：Keyboards
- 江口信夫：Drums
- 辻元宏：Manipulator